# Phạm Văn Quyến
Phạm Văn Quyến (Distretto di Hung Nguyen, 29 aprile 1984) è un ex calciatore vietnamita, di ruolo attaccante.